# Xzibit
Alvin Nathaniel Joiner amerikai rapper, közismert nevén Xzibit.

## Életrajza
Xzibit Detroitban született, és ott is élt kilencéves koráig. Kilencéves korában az apjához került, ahol 1 évvel később elkezdett rímeket írni, és rendszeresen rádiót hallgatni. Még fiatal korában elköltözött a mostohaanyjával és az apjával Új-Mexikóba. Ott 14 évesen folyamatos bajba kerülése miatt elszökött otthonról. Xzibit tizenhét éves korában egy kaliforniai látogatás után kezdte el zenei karrierjét.
1996-ban elkészítette debütáló albumát At the Speed of Life néven. Az első klipesített dal a Paparazzi volt, amiben elmondja hogy szerinte miről szól a rap: "It's a shame, niggas in the rap game only for the money and the fame."

Másodiknak jött a The Foundation amit a fiának írt az "egyszer fent, máskor lent"-ről.
1998-ban kiadta második nagylemezét 40 Dayz & 40 Nightz néven. Ezután dolgozott együtt Snoop Doggal, Dr. Drével, és a Kurupttal.
2000 decemberében kiadta harmadik nagylemezét Restless néven. Ezen olyan közismert dalok voltak mint az X, Get Your Walk On, Front 2 Back, és a Loud & Clear. Igazi áttörés volt a karrierjében hisz platinalemez lett belőle.
2002-ben X kiadta negyedik albumát Man Vs. Machine néven. Ezen a lemezén sok műfajt kevert.
2004 volt az egyik legnagyobb fordulópont amikor az MTV elindította egyik leghíresebb műsorát a Pimp My Ride-ot. Ebben a műsorban ő volt a műsorvezető. X ráadásul az ismertségét kihasználva kiadta ötödik nagylemezét Weapons of Mass Destruction néven. Ezen a lemezen hallható a Klack, és a Need For Speed Underground 2-ben is hallható LAX. További híresebb dalok: Judgment Day, Scent Of A Woman, Cold World.
2005-ben X a tapasztalatait inkább a színészkedésben kamatoztatta, például ő játszotta xXx 2 – A következő fokozat egyik kisebb szerepét Zeke-t a fegyverkereskedőt, és volt szerepe a Kisiklottak című filmben.
2006 talán a legsűrűbb éve volt a rappernek hisz szerepelt az Erőpróba című filmben, a PiROSSZkában Chief Grizzlynek kölcsönözte hangját. De nem csak filmekben "szólalt" meg hanem a The Chronicles of Riddick: Escape from Butcher Bay FPS-ben is hallhatjuk. De aki inkább a zenéjét szerette volna hallgatni az se csalódott, mert Full Circle hatodik nagylemeze is megjelent az év vége felé, immár a Koch Records gondozásában.
2007-ben már lazított kicsit X. Az év közepén egy világ körüli koncertturnéra indult The Back II Basics World Tour 2007 néven. A koncertsorozat érintette sorrendben: Brüsszelt, Párizst, Kölnt, Zürich-et, a Koppenhágai Vega szórakoztatóhelyet, Hamburgot, Amszterdamot, Oslót, Stockholmot, Malmőt, Berlint, Münchent, Luxemburgot, Londont, Glasgow-t, Dublint, Új-Zélandot, Aucklandet, Sydneyt, Brisbane-t, Perth-et, Melbourne-t, Adelaide-et.

## Zenén kívüli szereplései

### TV
Xzibit szerepelt az MTV Pimp My Ride című műsorában. Az első négy évadban még a West Coast Customs csapatával, azután a Galpin Auto Sportsszal "pimpelnek", vagyis tuningolnak fel lerobbant autókat. Xzibitnek volt vendégszereplése az Amerikai helyszínelő sorozatban a CSI: Miamiban. 2006-ban Xzibit az Adult Swim csatorna Pimp My Ride paródiájában a The Boondocks is feltűnt. X, Rev Runnal, Nate Doggal, B-Reallel és Jermaine Duprival szerepelt a The Weakest Link műsorban.

### Filmek
X, a zene és a TV-műsorok mellett filmekben is megcsillogtatta tehetségét. Ő játszotta Duncant a Gengszterklipben és Dextert a Kisiklottakban 2005-ben. Még ebben az évben vállalta Zeke szerepét az xXx második részében. Volt egy kis szerepe az ismert rapper Eminem filmjében a 8 mérföld-ben. 2006-ban sem állt le és a hangját kölcsönözte Chief Grizzlynek a PiROSSZZka című egész estés animációs filmben, továbbá együtt szerepelt Dwayne "The Rock" Johnsonnal az Erőpróbában. 2008-ban az X-akták – Hinni akarok Mosley Drummy ügynökét alakította.

### Videó játékok
Xzibit kölcsönözte a hangját Abbotnak a The Chronicles of Riddick: Escape from Butcher Bay című, nagy sikert aratott FPS-ben. Azután szerepelt egy verekedős játékban a Def Jam: Fight For NY-ban, Snoop Doggal együtt aki Crowt alakította. Természetesen a Pimp My Ride játék átiratából sem hiányozhatott, ahol saját magát játszotta el. Xzibit van a NFL Street 2 játék ismertetőjében, és a narrátor szerepét is ő tölti be a gyakorló módban.

## Diszkográfia
- 1996: At the Speed of Life
- 1998: 40 Dayz & 40 Nightz
- 2000: Restless
- 2002: Man vs. Machine
- 2004: Weapons of Mass Destruction
- 2006: Full Circle
- 2010: MMX
- 2012: Napalm

## Filmográfia
- 2009: Mocskos zsaru – New Orleans utcáin – Big Fate
- 2009: American Violet – Darrell Hughes
- 2008: X-akták: Hinni akarok – Manheim ügynök
- 2008: Pinkville
- 2006: Erőpróba – Malcolm Moore
- 2006: PiROSSZka – Chief Grizzly hangja
- 2005: Kisiklottak – Dexter
- 2005: xXx 2: A következő fokozat – Zeke
- 2004: Def Jam: Fight for NY – önmaga
- 2004: Full Clip – Duncan
- 2002: 8 mérföld – Mike
- 2002: A házimaci – önmaga
- 2001: Balhé a mosodában – Wayne
- 2000: Tha Eastsidaz
- 2000: Up In Smoke Tour
- 1997: Rhyme & Reason – önmaga